# Самоме (Пистоја)
Самоме је насеље у Италији у округу Пистоја, региону Тоскана.
Према процени из 2011. у насељу је живело 135 становника. Насеље се налази на надморској висини од 561 м.